# Mètre cube
Le mètre cube (symbole : m3) est l'unité de mesure de volume du Système international. Il représente, par exemple, le volume occupé par un cube d'un mètre d'arête.

## Multiples et sous-multiples
- 1 m3 = 1 000 dm3 = 1 000 000 cm3 = 1 000 000 000 mm3
- 1 m3 = 0,000 000 001 km3
- 1 m3 = 1 000 L

Le décimètre cube a le même volume qu'un litre d'eau, c'est le volume d'un cube d'un décimètre d'arête.
Un décimètre cube est mille fois plus petit qu'un mètre cube et un centimètre cube est un million de fois plus petit qu'un mètre cube.
Un hectomètre cube (un million de mètres cubes) représente le volume d'une inondation d'un mètre d'eau sur la surface d'un carré d'un kilomètre de côté.
Un kilomètre cube est le volume d'un cube d'un kilomètre d'arête. Il représente aussi celui d'une coulée de lave de 100 mètres d'épaisseur sur une largeur d'un kilomètre et une longueur de 10 km.

## Conversions
| Un millimètre cube (mm3) | = 10–9 m3 = 0,000 000 001 m3 |
| Un centimètre cube (cm3) | = 10−6 m3 = 0,000 001 m3     |
| Un décimètre cube (dm3)  | = 10−3 m3 = 0,001 m3         |
| Un mètre cube (m3)       | = 1 m3                       |
| Un décamètre cube (dam3) | = 103 m3 = 1 000 m3          |
| Un hectomètre cube (hm3) | = 106 m3 = 1 000 000 m3      |
| Un kilomètre cube (km3)  | = 109 m3 = 1 000 000 000 m3  |